# Peter Tomich

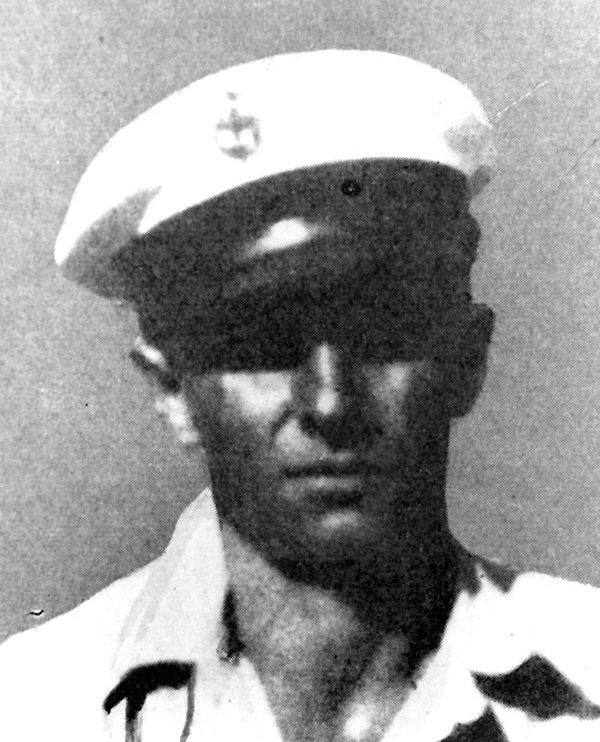
Peter Tomich

Peter Tomich (* 3. Juni 1893 in Prolog bei Ljubuški, Herzegowina, Österreich-Ungarn als Petar Herceg, Genanntname: Tonić; † 7. Dezember 1941 in Pearl Harbor) war ein Matrose der US Navy mit kroatischer Abstammung. Er erhielt posthum die Medal of Honor, die höchste militärische Auszeichnung der amerikanischen Regierung.

## Leben
Tomich emigrierte 1913 in die Vereinigten Staaten und trat 1917 während des Ersten Weltkriegs in die US Army ein. 10 Tage nach Ende seiner Dienstzeit trat er 1921 in die US Navy ein.
Während des Zweiten Weltkriegs hatte Tomich Dienst als Chief Water Tender auf dem Schlachtschiff USS Utah. Beim Angriff auf Pearl Harbor durch die Japaner 1941 erhielt das Schiff mehrere schwere Torpedotreffer am Rumpf. Tomich kehrte auf seinen Posten im Kesselraum zurück, um das Schiff von Personal zu evakuieren, und verhinderte die Explosion der Kessel, bevor das Schiff sank. Er opferte sein eigenes Leben, damit sich seine Schiffskameraden retten konnten.
Tomich wurde posthum die Medal of Honor verliehen:

„Für herausragendes Verhalten in der Ausübung seines Berufes und außergewöhnlichen Mut unter Missachtung seiner eigenen Sicherheit während des Angriffs der japanischen Truppen auf die Flotte in Pearl Harbor am 7. Dezember 1941. Zwar erkannte er, dass das Schiff infolge feindlichem Bombardement und Torpedos kenterte, aber Tomich blieb auf seinem Posten in der technischen Anlage der USS Utah, bis er sah, dass alle Kessel gesichert waren und das gesamte Feuerraumpersonal seine Stationen verlassen hatte und verlor dabei sein eigenes Leben.“

Es konnten zunächst keine Angehörigen ermittelt werden, die Tomichs Medal of Honor für ihn entgegennehmen konnten. Schon 1943 wurde der Geleitzerstörer USS Tomich nach ihm benannt und die Medal of Honor wurde symbolisch dem Schiff übergeben. Als der Zerstörer nach Kriegsende stillgelegt wurde, ernannte der Gouverneur von Utah den verstorbenen Tomich zum Ehrenbürger und die Medaille wurde im Utah State Capitol in Salt Lake City ausgestellt.
Am 18. Mai 2006 überreichte der Kommandeur der U. S. Naval Forces Europe Admiral Henry Ulrich schließlich Tomichs Medal of Honor dessen nächsten noch lebenden Verwandten Srećko Herceg [Tonić] (* 1970) auf dem Flugzeugträger Enterprise in der kroatischen Hafenstadt Split. Srećko Herceg ist ein mehrfach ausgezeichneter Oberstleutnant der Kroatischen Armee und der Enkel von Tomićs Cousin John Tonić, der ebenfalls in die Vereinigten Staaten ausgewandert war.

## Nachleben
- Der Geleitzerstörer USS Tomich (1943–1974) wurde nach Peter Tomich benannt.[9]
- Die United States Navy Senior Enlisted Academy in Newport (Rhode Island) heißt zu seinen Ehren Tomich Hall.[10]
- Die Steam Propulsion Training Facility an der Service School Command Great Lakes ist nach Tomich benannt.
- Der Konferenzraum im Hauptquartier des U.S. Citizenship and Immigration Services in Washington, D.C. heißt Peter Tomich Conference Center.[10]

## In den Medien
Im Jahr 2018 produzierte das kroatische Fernsehen HRT über Tomich den 52-minütigen Dokumentarfilm Heroji se ne zaboravljaju (Helden werden nicht vergessen). Regie führte Ištvan Filaković, die Musik komponierte der US-amerikanisch-kroatische Musiker Nenad Bach. Die Premiere des Filmes soll an Tomichs 77. Todestag, dem 7. Dezember 2018[veraltet], im Haus der kroatischen Streitkräfte in Zagreb stattfinden. Das kroatische Rundfunkorchester unter dem Dirigenten Olja Dešić soll dabei die Filmmusik spielen.